# Herlies
Herlies é uma comuna francesa na região administrativa de Altos da França, no departamento do Norte. Estende-se por uma área de 7.11 km². Em 2010 a comuna tinha 2 423 habitantes (densidade: 340,8 hab./km²).